# Obdachlosendiskriminierung
|  | Dieser Artikel wurde aufgrund von inhaltlichen Mängeln auf der Qualitätssicherungsseite des Portals Diskriminierung eingetragen. Dies geschieht, um die Qualität der Artikel aus dem Themengebiet Diskriminierung auf ein akzeptables Niveau zu bringen. Dabei werden Artikel gelöscht, die trotz erheblicher Defizite nicht signifikant verbessert werden können. Bitte hilf mit, das Lemma zu verbessern, und beteilige dich bitte an der Diskussion! |

Obdachlosendiskriminierung bezeichnet die Diskriminierung von Obdachlosen, welche Abwertung, Ausgrenzung und körperliche Gewalt bis zu Mord umfasst. Neben Taten von Außenstehenden findet auch gegenseitige Diskriminierung von Obdachlosen statt.

## Milieu der Gewalt und der sozialen Nacktheit
Lionel Thelen spricht von einem Milieu der Gewalt bereits innerhalb der obdachlosen Szene und identifiziert dieses als wesentliches negativ stabilisierendes Element. Dieser radikale Prozess führe zu einer emotionalen Stumpfheit und Entpersonalisierung. Thelen spricht von ‚sozialer Nacktheit‘ wie vom „l’exil de soi“, dem Exil vom Selbst oder einem „Neben sich stehen“, welches die Persönlichkeit schwäche und die Rückholung in die Gesellschaft und die Arbeit von sozialen Institutionen erheblich erschwere. Thelens Beobachtungen in Portugal und Spanien zufolge würden Obdachlose mit einem zusätzlichen Schutz – einer Paarbeziehung oder schlicht einem Hund – gerade von anderen Obdachlosen ohne solche Protektion feindlich behandelt.

## Externe Kriminalisierung von Obdachlosen
Anatole France sprach bereits 1894 von einer rechtlichen Diskriminierung, wörtlich „Das Gesetz in seiner erhabenen Gerechtigkeit verbietet es den Reichen in gleicher Weise wie den Armen unter einer Brücke zu schlafen“.

### Obdachlosenverfolgung im Nationalsozialismus
Der Höhepunkt der Obdachlosendiskriminierung wurde im Nationalsozialismus erreicht. Ab 1933 wurde mit der Verfolgung von sogenannten „Arbeitsscheuen“ und sogenannten „Asozialen“ begonnen. Zu dieser in der modernen Forschung als Heterophobie gekennzeichneten Stigmatisierung zählten neben Sinti, Roma und Prostituierten auch Obdachlose. Ab 1937 wurden Personen, die als „asozial“ galten, in Konzentrationslager eingewiesen. Nach Verlautbarung der Rassenhygienischen und bevölkerungspolitischen Forschungsstelle im Reichsgesundheitsamt waren asoziale Charaktereigenschaften angeblich vererbbar, daher wurden viele Obdachlose zwangssterilisiert.
Mit den „Bettlerwochen“ von 1933 und der Aktion Arbeitsscheu Reich wurden 1938 weit über 10.000 als „asozial“ bezeichnete Personen in Konzentrationslager verschleppt.
Rund 10.000 Obdachlose wurden während der Zeit des Nationalsozialismus als „Nichtsesshafte“ in Konzentrationslager zwangseingewiesen. An ermordete homosexuelle Obdachlose aus dieser Zeit erinnern in Hamburg Stolpersteine vor der Unterkunft für die Nacht (Pik As).

### Kriminalisierung von Obdachlosen in der DDR
In der DDR wurde der Umgang mit „Asozialität“ bzw. „krimineller asozialer Lebensweise“ 1968 in § 249 des Strafgesetzbuchs geregelt.  Als Begründung wurde angegeben, dass Asozialität eine Quelle der Kriminalität wäre. Nichtarbeit wurde als „Parasitentum“ und „permanente Entwendung von Volksvermögen“ eingestuft. Darüber hinaus existierten etliche Dienstanweisungen zum Umgang mit „Asozialen“. Gefährdet waren Menschen, welche die „Entwicklungsgesetze der sozialistischen Gesellschaft unvollständig oder gar nicht widerspiegeln, […] indem sie bummeln, kränkeln, aktiv den Prozess der Tätigkeit stören.“
Erziehung und Strafe bei der Verfolgung von nicht gesellschaftskonformem Verhalten stellte in der DDR somit einen rechtlichen und ordnungspolitischen Komplex dar, der im bundesrepublikanischen Recht so nicht existierte und existiert.

### Kriminalisierung und Ausgrenzung von Obdachlosen in der Bundesrepublik
Nach dem Zweiten Weltkrieg wurden Obdachlosen auch in der Bundesrepublik zunächst faktisch weiter kriminalisiert. Eine Kombination aus Fürsorge, Diskriminierung und Kriminalisierung ergab sich im Rahmen der sogenannten Hilfe für Gefährdete, die es in Deutschland bis zum Kippen des Gesetzes durch das Bundesverfassungsgericht 1967 ermöglichte, Obdachlose allein aufgrund ihrer Obdachlosigkeit auf unbegrenzte Zeit zu inhaftieren. Eine Inhaftierung auf dieser Grundlage ist seitdem nicht mehr möglich, aber Obdachlose werden noch immer aus Innenstadtbereichen und öffentlichen Gebäuden vertrieben, auch mithilfe juristischer Kniffe wie dem Anzeigen des Sammelns von Pfandflaschen.

### Kriminalisierung von Obdachlosen in den USA
Der gemeinsame Bericht A Dream Denied: The Criminalization of Homelessness in U.S. Cities der National Coalition for the Homeless und des National Law Center on Homelessness & Poverty konstatierte 2006 eine zunehmende Kriminalisierung von Obdachlosen in den Städten der Vereinigten Staaten. Hier wurde zusammengetragen, dass zunehmend Obdachlose für das Schlafen, Essen, Sitzen und Betteln in der Öffentlichkeit kriminalisiert würden und „Herumlungern“ („Loitering“) durch Ordnungskräfte sanktioniert werde.

### Kriminalisierung von Obdachlosen in Ungarn
In Ungarn wurde im September 2013 die Kriminalisierung von Obdachlosen in der Verfassung festgeschrieben.

## Obdachlosenabwertung
In Deutschland wird mit dem Forschungsprojekt Gruppenbezogene Menschenfeindlichkeit die Abwertung von Obdachlosen jährlich gemessen. Abwertung von Obdachlosen meint hier die „Feindseligkeit gegenüber jenen Menschen, die den Vorstellungen von einem geregelten bürgerlichen Dasein nicht entsprechen.“
Zum Thema Abwertung der Obdachlosen sagten 2007 38,8 % der Befragten, dass ihnen Obdachlose in Städten unangenehm seien (2005: 38,9 %). Der Aussage, Obdachlose seien arbeitsscheu, stimmten 32,9 % zu (2005: 22,8 %). Der Forderung, bettelnde Obdachlose sollten aus den Fußgängerzonen entfernt werden, schlossen sich 34 % der Befragten an (2005: 35 %). Insgesamt sei die Abwertung von Obdachlosen gegenüber 2005 gestiegen.
Wilhelm Heitmeyer mutmaßt, dass die zunehmende Abwertung von Obdachlosen mit einer Verschiebung der Marktwirtschaft zur Marktgesellschaft und damit einer Ökonomisierung des Sozialen zusammenhänge, der zur Folge Menschen stärker nach dem Kriterium der Nützlichkeit betrachtet werden, was wiederum zur Abwertung der als „nutzlos“ empfundenen Obdachlosen beitrage:
Ökonomistischen Bewertungskriterien können neben den Langzeitarbeitslosen weitere Gruppen zum Opfer fallen, die nur einen geringen oder gar keinen Beitrag zur Effizienzsteigerung der Marktgesellschaft beitragen. Letzteres gilt insbesondere für jene Personen, die in der Sozialhierarchie noch unter den Langzeitarbeitslosen stehen und deren Arbeitsmoral als noch geringer geschätzt wird: die Obdachlosen.

## Gewalt gegen Obdachlose

### Gewalt gegen Obdachlose in der Bundesrepublik Deutschland
Medien berichteten mehrfach über Gewalt gegenüber Obdachlosen. Eine offizielle Statistik über alle Fälle von Gewalt gegen Obdachlose wird in der Bundesrepublik Deutschland nicht geführt, da in der Polizeilichen Kriminalstatistik keine Daten zur generellen Opfereigenschaft  „Wohungs- oder Obdachlosigkeit“ erhoben werden. Jedoch wird in der Polizeilichen Kriminalstatistik das Opfermerkmal „Obdachlosigkeit“ im Katalog  „Operspezifik/Opfer wegen persönlicher Beeinträchtigung“ verzeichnet. So kann erfasst werden, wenn die polizeilichen Ermittlungen ergeben, dass die Tatmotivation speziell in Zusammenhang mit dieser personenbezogenen Eigenschaft des Opfers steht. Im Jahr 2023 wurden in der Polizeilichen Kriminalstatistik 2122 solcher Straftaten wegen der persönlichen Beeinträchtigung Obdachlosigkeit verzeichnet. Davon sind 885 der Gewaltkriminalität zuzuordnen. Zwischen 2018 und 2023 stiegen die Fallzahlen um 36,8 Prozent.
Nicht alle Straftaten gegen Obdachlose werden angezeigt und tauchen somit nicht in der Polizeilichen Kriminalstatistik auf. Bei einer empirischen Untersuchung des Bundesministeriums für Arbeit und Soziales aus dem Jahr 2022 gaben 58 % der Wohnungslosen an, Gewalt erfahren zu haben, nachdem sie wohnungslos wurden. Davon gaben 70 Prozent an, beschimpft, beleidigt oder bedroht worden zu sein. 54 Prozent derjenigen, die Gewalt erfahren haben, gaben an, Opfer von Diebstahl oder Raub geworden zu sein. Fast die Hälfte der Gewaltopfer gab an, eine Körperverletzung erfahren zu haben. 22 Prozent der Gewaltbetroffenen gab an, in der Wohnungslosigkeit sexuelle Gewalt wie sexuelle Belästigung, sexuelle Übergriffe oder Vergewaltigung erlebt zu haben, wobei dies auf 36 Prozent aller wohnungslosen Frauen zutraf und auf 3 Prozent der männlichen Wohnungslosen. 8 Prozent der gewaltbetroffenen Wohnungslosen gab zudem an, zur Prostitution genötigt worden zu sein.
Aufgrund von öffentlicher Kritik werden seit dem Jahr 2001 offiziell die Übergriffe gegen Obdachlose als Politisch motivierte Kriminalität und Hasskriminalität gewertet. Dementsprechend erfasst der Kriminalpolizeiliche Meldedienst in Fällen Politisch Motivierter Kriminalität (KPMD-PKM) Straftaten gegen Obdach- und Wohnungslose unter dem Oberthemenfeld „Hasskriminalität“ und dort unter dem Unterthemenfeld „Gesellschaftlicher Status“. Im Jahr 2023 wurden im Unterthemenfeld „Gesellschaftlicher Status“ (in dem nicht nur Straftaten gegen obdach- und wohnungslose Menschen erfasst werden) 19 Straftaten registriert; dazu gehörten auch Sachbeschädigungen, Beleidigungen und Nötigungen.
Die Polizeiliche Kriminalstatistik selbst enthält keine Daten zu Tätergruppen, die Straftaten wegen der persönlichen Beeinträchtigung Obdachlosigkeit begehen. Bei einer Auswertung von der Polizei bekannten Sachverhalte der Jahre 2018 bis 2023 konnte das Bundeskriminalamt keine obdach- oder wohnungslosen Personen feststellen, die Todesopfer rechter Gewalt wurden. In der Vergangenheit gab es jedoch Obdachlose, die Todesopfer rechtsextremer Gewalt in der Bundesrepublik Deutschland wurden. Eine Auswertung der gemeldeten Straftaten zeigt, dass es sich bei den Tätern oftmals um kleine Gruppen von Jugendlichen mit rechtsextremem Hintergrund handelt.
Auch die Bundesarbeitsgemeinschaft Wohnungslosenhilfe dokumentiert Gewalttaten gegen Wohnungslose und stellt diese auf einer Deutschlandkarte dar.

### Gewalt gegen Obdachlose in den USA
In den Vereinigten Staaten hat nach Angaben der National Coalition for the Homeless vom Februar 2007 die in Berichten erfasste Gewalt (Hate Crime) gegen Obdachlose extrem zugenommen. Auffallend sei, dass es sich bei den Tätern oftmals um Teenager oder junge Erwachsene handele, die als Grund für ihr kriminelles Handeln ihre Langeweile angäben.
Der amerikanische Kriminologe und Hate-Crime-Experte Brian Levin von der California State University, San Bernardino führte an, dass sich die auf Hate-Crime zurückzuführenden Morde an Obdachlosen in nichts gegenüber anderen Hate-Crime-Morden unterschieden, außer dass es hiervon sehr viel mehr gebe. In einem Bericht heißt es, dass zwischen 1999 und 2005 82 Menschen in den Vereinigten Staaten aufgrund ihrer „Rasse“, Ethnizität oder religiöser oder sexueller Orientierung ermordet wurden. Diese Zahlen gehen auf das FBI zurück, das seit 1990 eine Statistik über sogenannte „Hass-Verbrechen“ (Hate Crime) führt. Die „National Coalition for the Homeless“ führte an, dass im selben Zeitraum 169 Wohnungslose ermordet wurden.